# 红军四渡赤水战役旧址
28°16′33″N 105°59′46″E / 28.27583°N 105.99611°E
红军四渡赤水战役旧址位于中国贵州省遵义市的习水县、仁怀市、汇川区和四川省泸州市古蔺县，是1935年中央红军长征时四渡赤水留下的遗迹。贵州省境内包括土城渡口、二郎滩渡口、茅台渡口、娄山关，2006年被列为第六批全国重点文物保护单位。2013年，四川省境内古蔺县红军四渡赤水战役遗址归入该项全国重点文物保护单位。
土城渡口位于习水县土城镇，包括青棡坡红军战斗遗址、土城大埂山门占地指挥战斗出、土城会议会址、土城狮子沟红军司令部旧址、土城红一方面军三军团指挥部旧址、毛泽东和周恩来住址、朱德住址、红军开仓分盐处——土城盐号、土城船业工会旧址、春阳岗酒窖址、刘伯承住址、土城渡口（含纪念碑），共十二处。
二郎滩渡口位于习水县习酒镇，包括二郎滩渡口及二郎庙、二郎滩背水战斗遗址。
茅台渡口位于仁怀市茅台镇，包括鲁班红军烈士墓、红军战斗遗址、长岗毛泽东住址、红一军团干部会议旧址、红军医院遗址、梅子坳毛泽东住址、刘伯承拔枪打乌鸦处共七处。
娄山关位于遵义市汇川区，包括关口的点金山、大小尖山战斗遗址。